# ناحية مضايا
ناحية مضايا إحدى نواحي سوريا تتبع إداريّاً لمحافظة ريف دمشق منطقة الزبداني ومركزها بلدة مضايا، بلغ تعداد سكان الناحية 20,692 نسمة حسب التعداد السكاني لعام 2015

## بلدات وقرى ناحية مضايا
بقين، هريرة، مضايا
يوجد في مضايا البلدة حوالي 15.438 نسمة
وفي بلدة بقين حوالي 2.300 نسمة
وفي هريرة حوالي 2.192 نسمة